# Scottish FA Cup 1933/34
Der Scottish FA Cup wurde 1933/34 zum 56. Mal ausgespielt. Der wichtigste Fußball-Pokalwettbewerb im schottischen Vereinsfußball wurde vom Schottischen Fußballverband geleitet und ausgetragen. Er begann am 17. Januar 1934 und endete mit dem Finale am 21. April 1934 im Hampden Park von Glasgow. Als Titelverteidiger startete Celtic Glasgow in den Wettbewerb, das im Finale des Vorjahres gegen den FC Motherwell gewann. Im diesjährigen Endspiel um den schottischen Pokal standen sich die Glasgow Rangers und der FC St. Mirren gegenüber. Die Rangers erreichten zum 16. Mal seit 1877 das Endspiel. Von den vorherigen fünfzehn Finalspielen wurden sieben gewonnen. Die Saints erreichten nach 1908 und 1926 zum dritten Mal das Finale. Die Rangers gewannen das Finale mit 5:0 und sicherten damit zum 8. Mal in der Vereinsgeschichte den schottischen Pokalsieg. Mit dem Sieg in der schottischen Meisterschaft, gewannen die Rangers nach 1928 und 1930 zum dritten Mal das Double.

## 1. Runde
Ausgetragen wurden die Begegnungen am 17. und 20. Januar 1934. Die Wiederholungsspiele fanden am 23. und 24. Januar 1934 statt.
|                     | Ergebnis |                       |
| ------------------- | -------- | --------------------- |
| Leith Athletic      | 0:1      | FC Cowdenbeath        |
| FC Aberdeen         | 1:0      | Raith Rovers          |
| FC Airdrieonians    | 1:1      | FC Kilmarnock         |
| Albion Rovers       | 4:1      | FC Vale Ocuba         |
| Alloa Athletic      | 4:2      | Dundee United         |
| FC Arbroath         | 2:1      | FC Dumbarton          |
| Ayr United          | 2:0      | Dunfermline Athletic  |
| FC Beith            | 1:2      | Brechin City          |
| FC Dalbeattie Star  | 0:6      | Celtic Glasgow        |
| FC Falkirk          | 3:0      | Leith Amateurs        |
| FC Galston          | 8:2      | FC Keith              |
| Heart of Midlothian | 5:1      | FC Montrose           |
| Hibernian Edinburgh | 5:4      | FC Clyde              |
| FC King’s Park      | 0:1      | FC Dundee             |
| FC Motherwell       | 4:0      | Gala Fairydean Rovers |
| Nithsdale Wanderers | 0:2      | FC East Stirlingshire |
| Partick Thistle     | 1:0      | Greenock Morton       |
| Penicuik Athletic   | 2:2      | FC St. Mirren         |
| FC Peterhead        | 0:2      | Hamilton Academical   |
| Queen of the South  | 5:2      | Edinburgh City        |
| FC Queen’s Park     | 1:0      | Forfar Athletic       |
| Glasgow Rangers     | 14:2     | FC Blairgowrie        |
| Ross County         | 3:2      | Burntisland Shipyard  |
| FC St. Bernard’s    | 3:0      | Wick Academy          |
| FC St. Johnstone    | 3:1      | FC East Fife          |
| FC Stenhousemuir    | 1:1      | Third Lanark          |
| FC Vale of Leithen  | 3:0      | FC Rosyth Dockyard    |

### Wiederholungsspiele
|               | Ergebnis |                   |
| ------------- | -------- | ----------------- |
| FC St. Mirren | 4:1      | Penicuik Athletic |
| FC Kilmarnock | 3:2      | FC Airdrieonians  |
| Third Lanark  | 1:0      | FC Stenhousemuir  |

## 2. Runde
Ausgetragen wurden die Begegnungen am 3. Februar 1934. Die Wiederholungsspiele fanden am 7. Februar 1934 statt.
|                       | Ergebnis |                     |
| --------------------- | -------- | ------------------- |
| FC Aberdeen           | 2:0      | FC Dundee           |
| Albion Rovers         | 2:1      | FC Kilmarnock       |
| Ayr United            | 2:3      | Celtic Glasgow      |
| Brechin City          | 0:4      | FC St. Mirren       |
| FC Cowdenbeath        | 2:1      | FC St. Bernard’s    |
| FC East Stirlingshire | 1:1      | FC Arbroath         |
| Hamilton Academical   | 2:4      | FC Falkirk          |
| Hibernian Edinburgh   | 6:0      | Alloa Athletic      |
| Partick Thistle       | 3:3      | FC Motherwell       |
| FC Queen’s Park       | 1:2      | Heart of Midlothian |
| Ross County           | 3:1      | FC Galston          |
| Third Lanark          | 0:3      | Glasgow Rangers     |
| FC Vale of Leithen    | 1:3      | FC St. Johnstone    |
| Queen of the South    | bye      |                     |

### Wiederholungsspiele
|               | Ergebnis |                       |
| ------------- | -------- | --------------------- |
| FC Arbroath   | 0:3      | FC East Stirlingshire |
| FC Motherwell | 2:1      | Partick Thistle       |

## Achtelfinale
Ausgetragen wurden die Begegnungen am 17. Februar 1934. Das Wiederholungsspiel fand am 21. Februar 1934 statt.
|                     | Ergebnis |                       |
| ------------------- | -------- | --------------------- |
| Albion Rovers       | 6:1      | Ross County           |
| Celtic Glasgow      | 3:1      | FC Falkirk            |
| Hibernian Edinburgh | 0:1      | FC Aberdeen           |
| FC Motherwell       | 5:0      | FC East Stirlingshire |
| Queen of the South  | 3:0      | FC Cowdenbeath        |
| Glasgow Rangers     | 0:0      | Heart of Midlothian   |
| FC St. Johnstone    | bye      |                       |
| FC St. Mirren       | bye      |                       |

### Wiederholungsspiel
|                     | Ergebnis |                 |
| ------------------- | -------- | --------------- |
| Heart of Midlothian | 1:2      | Glasgow Rangers |

## Viertelfinale
Ausgetragen wurden die Begegnungen am 3. März 1934. Das Wiederholungsspiel fand am 7. März 1934 statt.
|                  | Ergebnis |                    |
| ---------------- | -------- | ------------------ |
| Albion Rovers    | 1:1      | FC Motherwell      |
| Glasgow Rangers  | 1:0      | FC Aberdeen        |
| FC St. Johnstone | 2:0      | Queen of the South |
| FC St. Mirren    | 2:0      | Celtic Glasgow     |

### Wiederholungsspiel
|               | Ergebnis |               |
| ------------- | -------- | ------------- |
| FC Motherwell | 6:0      | Albion Rovers |

## Halbfinale
Ausgetragen wurden die Begegnungen am 31. März 1934.
|                 | Ergebnis |                  |
| --------------- | -------- | ---------------- |
| Glasgow Rangers | *1:0 *   | FC St. Johnstone |
| FC St. Mirren   | *3:1 **  | FC Motherwell    |

## Finale
| Glasgow Rangers                          | Glasgow Rangers | FC St. Mirren | FC St. Mirren |
| ---------------------------------------- | --- | --- | ------------- |
| Glasgow Rangers                          | \| Finale \| \| 21. April 1934 in Glasgow (Hampden Park) \| \| Ergebnis: 5:0 (2:0) \| \| Zuschauer: 113.403 \|                                                                                            | \| Finale \| \| 21. April 1934 in Glasgow (Hampden Park) \| \| Ergebnis: 5:0 (2:0) \| \| Zuschauer: 113.403 \|                                                                   | FC St. Mirren |
| Glasgow Rangers                          | Tom Hamilton – Dougie Gray, Whitey McDonald, David Meiklejohn, Jimmy Simpson, George Brown, Bobby Main, James Marshall, Alex Venters, Jimmy Smith, Bob McPhail, Willie Nicholson Cheftrainer: Bill Struth | Jimmy McCloy, Walter Hay, Bobby Ancell, Alan Gebbie, James Wilson, John Miller, Jimmy Knox, John Latimer, Jimmy McGregor, James McCabe, John Phillips Cheftrainer: John Morrison | FC St. Mirren |
| Glasgow Rangers                          | 1:0 Willie Nicholson (34.) 2:0 Bob McPhail (40.) 3:0 Bobby Main (55.) 4:0 Jimmy Smith (61.) 5:0 Willie Nicholson (76.)                                                                                    | | FC St. Mirren |
| Finale                                   | | |               |
| 21. April 1934 in Glasgow (Hampden Park) | | |               |
| Ergebnis: 5:0 (2:0)                      | | |               |
| Zuschauer: 113.403                       | | |               |